# كتلة التمايز 278

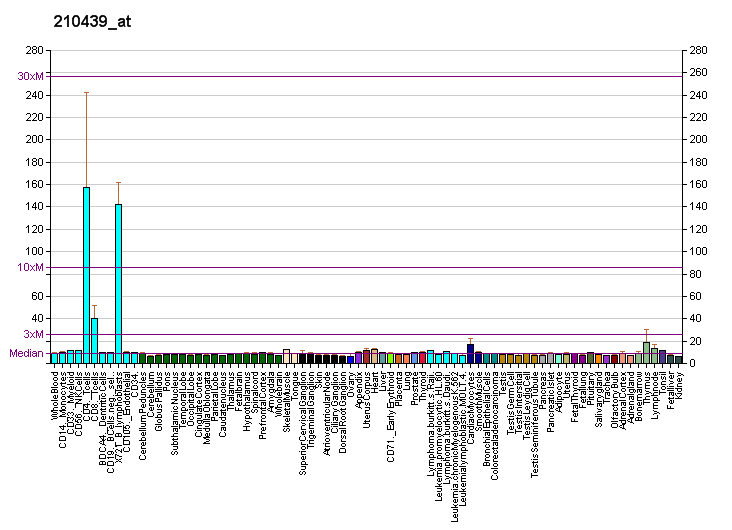

المُحفِّز المُشارك للخلايا التائية (يُسمى أيضًا كتلة التمايز 278) هو بروتين نقطة تفتيش مناعية يُرمز في البشر بواسطة جين ICOS (المُحفِّز المُشارك للخلايا التائية). ينتمي البروتين إلى عائلة مستقبلات سطح الخلية كتلة التمايز 28 (CD28) وبروتين مرتبط بالخلايا اللمفاوية التائية السامة 4 (CTLA-4). هذه بروتينات يُعبر عنها على سطح الخلايا المناعية التي تتوسط الإشارات بينها. يرتبط بروتين سطحي، وهو الليجند، تحديدًا بمستقبله على خلية أخرى، مما يؤدي إلى سلسلة إشارات في تلك الخلية.

## الوظيفة
ينتمي البروتين المشفر بواسطة هذا الجين إلى عائلة مستقبلات سطح الخلية 28 وبروتين مرتبط بالخلايا اللمفاوية التائية السامة 4. ويشكل المتجانسين ويلعب دورًا مهمًا في إشارات الخلايا الخلوية والاستجابات المناعية وتنظيم تكاثر الخلايا.

## النمط الظاهري للإقصاء الجيني
بالمقارنة مع الخلايا التائية الساذجة من النوع البري، فإن الخلايا التائية/إيكوس التي تُنَشَّط باستخدام مضاد كتلة التمايز 3 المرتبط بالصفائح قد قللت من الانتشار وإفراز الإنترلوكين 2. يمكن إنقاذ الخلل في الانتشار عن طريق إضافة إنترلوكين 2 إلى المجمع، مما يشير إلى أن الخلل التكاثري يرجع إما إلى إفراز إنترلوكين 2 بوساطة إيكوس أو تنشيط مسارات إشارات مماثلة بين إيكوس وإنترلوكين 2.